# قويع آل عبدات (القف)

تعديل مصدري - تعديل

قويع آل عبدات هي إحدى قرى عزلة القف بمديرية القف التابعة لمحافظة حضرموت، بلغ تعداد سكانها 240 نسمة حسب تعداد اليمن لعام 2004.